# Trossö-Kalvö-Lindö

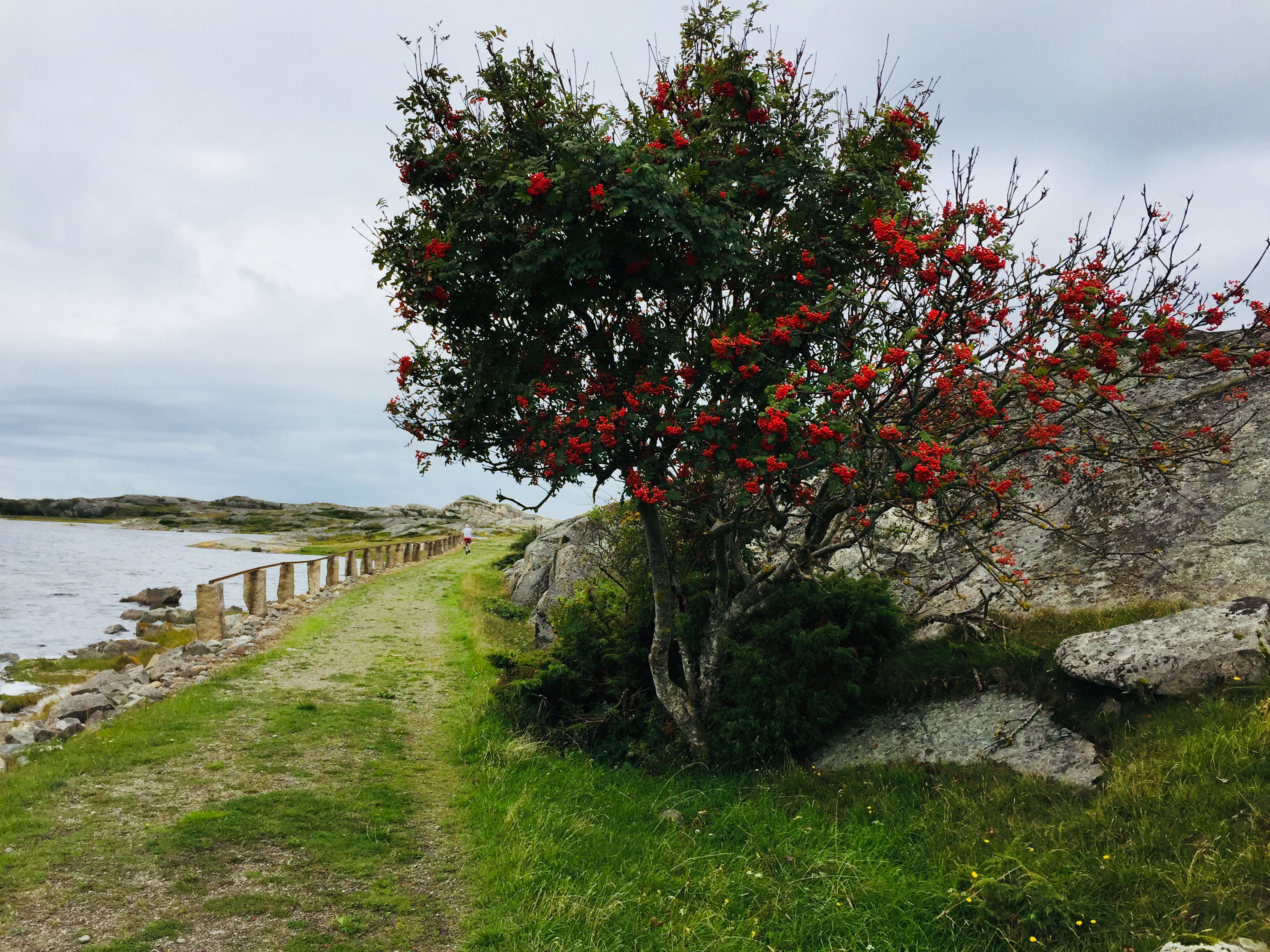
Lindö

Trossö-Kalvö-Lindö ist eine Insel in der schwedischen Gemeinde Tanum in der Provinz Västra Götalands län. Die halbmondförmige Insel entstand durch nacheiszeitliche Landhebung aus den drei Inseln Trossö, Kalvö und Lindö. 
Der nördliche Teil Lindö liegt 400 Meter vom Ort Resö entfernt. Der Ort Havstenssund, etwa auf halber Strecke von Göteborg nach Oslo, liegt 150 Meter östlich von der Südspitze Trossös. 
Der größte Teil (898 ha) der Insel hat den Status eines schwedischen Naturreservats und ist Teil des Netzwerks der Natura 2000-Gebiete. Auf der mittleren Insel Kalvö stehen mehrere historische Bauwerke.